# 弗萊徹 (伊利諾伊州)
弗萊徹（英語：Fletcher）是位於美國伊利諾伊州麥克萊恩縣的一個非建制地區。該地的面積和人口皆未知。

## 地理
弗萊徹的座標為40°31′37″N 88°47′01″W / 40.52694°N 88.78361°W，而該地的平均海拔高度為248米（即814英尺）。